# 拉普拉普
拉普拉普（Lapu-Lapu，1491年—1542年），也做拉布拉布，是菲律宾米沙鄢群岛麦克坦岛上的一位达图（酋长），因击败并杀死在当地推行殖民统治的葡萄牙探险家斐迪南·麦哲伦而被视为菲律宾第一位民族英雄。

## 简述
拉普拉普原本生活在婆羅洲，後在今曼達維市一帶定居。1521年，麥哲倫穿過太平洋抵達菲律賓，他脅迫這一帶的地方酋長臣服西班牙，向西班牙國王繳納貢稅，但是拉普拉普堅決拒絕。1521年4月27日夜間，麥哲倫親自帶領身穿鐵甲的西班牙軍隊，向麥克坦島進攻。拉普拉普率領島上居民奮起抗擊，打退了侵略者，殺死了麥哲倫。
之後拉普拉普率領家人返回婆羅洲，之後不知所蹤。

## 纪念
为纪念拉普拉普的英勇事迹，菲律宾政府将麦克坦岛上的奥蓬更名为“拉普拉普市”。
菲律賓總統杜特爾特把4月27日訂為拉普拉普日。